# Aleksej Voropaev
Aleksej Nikolaevič Voropaev (in russo Алексей Николаевич Воропаев?; Mosca, 23 gennaio 1973 – Mosca, 5 novembre 2006) è stato un ginnasta russo, fino al 1991 sovietico.

## Palmarès

### Olimpiadi
- 2 medaglie:
  - 2 ori (Barcellona 1992 nel concorso a squadre[1]; Atlanta 1996 nel concorso a squadre[2])

### Mondiali
- 5 medaglie:
  - 1 oro (Indianapolis 1991 nel concorso a squadre[3])
  - 3 argenti (Parigi 1992 nelle parallele[1]; Brisbane 1994 nell'All-around[2]; San Juan 1996 nel corpo libero[2])
  - 1 bronzo (Losanna 1997 nel concorso a squadre[2])